# A cada quién su santo
A cada quién su santo é uma série de televisão mexicana exibido pela TV Azteca desde 12 de janeiro de 2009.  A série é dedicada ao público católico. 

## Sinopse
Este inspirador e divertido programa familiar mostra que a fé pode ser um catalisador de mudanças. Cada personagem pede ajuda a seu santo em momentos de dificuldade.                              

## Elenco
| Jessica Garza         |
| Julio Casado          |
| Augusto Di Paolo      |
| Lambda García         |
| Andrea Noli           |
| Osmar Germanos        |
| Ricardo Tico          |
| Branco Saúl Hernández |
| Tatiana del Real      |
| Hector Kotsifakis     |